# Ivan, o Terrível (filme)
Ivan, o Terrível (em russo:  Ivan Grozniy; cirílico: Иван Грозный) é um filme épico histórico dividido em duas partes sobre Ivã 4.º da Rússia, encomendado pelo secretário-geral soviético Josef Stalin, que admirava e identificava a si mesmo como um sucessor de Ivan, escrito e dirigido pelo cineasta Serguei Eisenstein. A primeira parte foi lançada em 1944, e a segunda parte somente em 1958, a qual foi banida por Stalin por ter ficado indignado com a representação de Ivan no longa-metragem. Eisenstein chegou a trabalhar em uma terceira parte para finalizar a história, mas com o banimento da parte II, a filmagem da parte III foi interrompida. Depois da morte de Eisenstein em 1948, o que tinha sido feito da terceira parte foi destruído. 

## Enredos

### Parte I
A parte I começa com a coroação de Ivan, em meio a desaprovação dos boiardos. Ivan faz um discurso proclamando sua intenção em unir e proteger a Rússia contra os exércitos forasteiros além das fronteiras e os inimigos internos – se referindo aos boiardos, que já estavam descontentes com a coroação. Pouco depois disso, Ivan casa com Anastasia Romanovna e tem uma celebração de casamento suntuosa. Por causa disso ele perde a amizade dos seus dois melhores amigos, o príncipe Andrey Kurbsky e Felipe II de Moscou. O último recebe uma permissão de Ivan para se retirar em um monastério, enquanto Kurbsky tenta prosseguir seu romance com a Tsarina, que detêm seu avanço. 
A festa de casamento é interrompida com a notícia de incêndio em vários palácios dos boiardos, o que leva uma multidão de plebeus ao palácio do Tsar reclamar que Ivan está sendo corrompido pela família da Tsarina (os Romanovs), pela família Glinsky e pela família Zakharin. Ivan acalma a multidão, mas é interrompido pelos embaixadores do Canato de Cazã, que mandam a ele uma faca cerimonial sugerindo que ele faria um bem a si mesmo caso cometesse suicídio. Ivan imediatamente proclama que seu reino está em guerra com Canato. 
A próxima cena mostra o cerco de Canato, com o exército de Ivan cavando tuneis ao redor da cidade e os enchendo com pólvora. Kurbsky,  nominalmente no comando, é reprimido por Ivan por suas ordens brutais (ele amarra prisioneiros tártaros em paliçadas próximas as muralhas de Canato e diz para a cidade se render; os arqueiros defensores imediatamente lançam flechas nos prisioneiros). A cidade acaba caindo para o exército russo. 
Durante o retorno de Canato, Ivan fica seriamente doente e é cogitado que ele está em seu leito de morte. Padres ortodoxos dão a ele as últimas bençãos antes que morra. Ivan manda uma mensagem para seus parentes ordenando que caso morra, jurem aliança ao seu filho, o ainda menino Dmitri, alertando que a Rússia deve se manter unida. A ordem é questionada, e a Tia de Ivan,  Efrosinia Staritska, argumenta publicamente que devem jurar aliança para o filho dela, Vladimir. Emocionalmente exausto, Ivan colapsa e é pensado que está morto. Os parentes, celebrando, começam a jurar aliança a Vladimir, o 'tsar boiardo” que eles estavam esperando. Enquanto isso, Kurbsky está incerto sobre sua própria lealdade, tentando decidir qual dos dois lados ficar. Entretanto, quando a Tsarina diz “Não enterre um homem antes dele estar morto”, Kurbsky se dá conta que Ivan ainda está vivo e apressadamente jura aliança ao filho de Ivan, Dmitri. Como recompensa, ele é mandado a fronteira oeste do reino para defender o império dos poloneses. Ao mesmo tempo, Ivan despacha Alexei Basmanov, um comandante que ele simpatiza, para o sul a fim de defender a fronteira da Crimeia. Ivan se recupera totalmente. 
Agora é a vez da Tsarina ficar doente, e enquanto Ivan recebe más notícias de todos os frontes, os boiardos conspiram para matá-la. Efrosina vai ao palácio com uma taça de vinho escondida em suas vestes, a qual contém veneno. Enquanto o casal real recebe a notícia que Kurbsky derrotou os poloneses, Efrosina sorrateiramente põe o copo de vinho envenenado dentro da sala e se esconde atrás de uma parede. A Tsarina tem uma convulsão e Ivan, procurando ao redor uma bebida para acalmá-la, pega o vinho envenenado e oferece a ela. 
A cena muda para o enterro da Tsarina, com Ivan de luto ao lado do caixão dela. Enquanto monges leem versos bíblicos, Ivan questiona suas próprias habilidades para reinar, pensando que a morte da sua esposa é um punição de Deus contra ele. Depois, ele sai do enterro e manda uma mensagem para Kolychev. Neste ponto, Alexei Basmanov chega, sugerindo que Ivan se aliasse com pessoas que ele pudesse confiar. Ivan implanta a política de repressão chamada Opríchnina e torna o governante de ferro. Posteriormente, ele abdica e deixa Moscou, até esperar que a população implorasse por sua volta, dizendo que agora ele governa de maneira absoluta pela vontade do povo. 

### Parte II
A segunda parte começa com a corte de Sigismundo II Augusto da Polônia, que Kurbksy jurou aliança. Sigismundo promete tornar Kurbsky senhor das terras de Ivan, tirando vantagem da ausência do Tsar em seus territórios. O plano prossegue quando um emissário anuncia que Ivan retornou a Moscou. 
Ivan começa a fazer uma reformulação com a distribuição de terras; ele toma as terras dos boiardos, aumentando o seu próprio poder. Seu amigo, Kolychev, chega, agora monge Felipe, e depois de um debate acalorado, Felipe concorda em se tornar metropolita de Moscou, com a condição de Ivan dar a ele o direito de interceder a sentença de um homem condenado. Mas logo depois de nomeação, Ivan, instigado por Malyuta, acha uma maneira de contornar a situação: ele executa o homem rapidamente, antes que Felipe possa usar seu direito. Dessa maneira, três dos parentes de Felipe são executados. 
Fyodor Basmanov, o primeiro dos oprichniks, ajuda Ivan a descobrir que a Tsarina foi envenenada, e ambos suspeitam que Efrosinia a envenenou pelo copo de vinho. Ivan ordena que Fyodor não diga nada sobre isso até que ele (Ivan) esteja certo sobre a culpa dela.  
Os boiardos, desesperados, solicitam o caso deles para Felipe e acabam o convencendo. Ele promete acabar com o abuso de poder de Ivan, e confronta ele na catedral enquanto uma peça teatral acontece. Quando o debate se torna mais acalorado, Ivan, irritado, proclama que ele será chamado exatamente da forma que os boiardos o denominam – o Terrível – e prende Felipe. Os boiardos agora decidem que a única opção deles é assassinar Ivan, e o noviço Pyotr é escolhido para realizar o seviço com uma faca. 
Ivan, agora certo sobre a culpa de Evrosinia, convida Vladimir para um banquete com os oprichniks. Vladimir fica bêbado enquanto os oprichniks dançam e cantam ao redor dele. Vladimir menciona que existe um plano para matar Ivan, e ele (Vladimir) o substituiria como Tsar. Fyodor Basmanov nota o assassino indo embora, e dá o sinal para Ivan, que finge estar surpreso com a revelação de Vladimir, sugere que Vladimir se torne o Tsar por um tempo, e os oprichiniks trazem um trono, cetro e uma coroa, e todos se curvam ao “Tsar Vladimir”. Então Ivan diz para Vladimir ir com ele um uma catedral para orar, que o Tsar deveria realizar, e Vladimir assim o faz. 
Na catedral, o assassino se aproximava do falso Tsar e o esfaqueia, e é imediatamente preso por Fyodor e Malyuta. Ivan ordena que soltem Pyotr, e o agradece por ter matado o pior inimigo do Tsar. Efrosinia chega, alegre com a aparente morte do Tsar, até que vê Ivan vivo, e se depara com o cadáver, e se dá conta que é o próprio filho dela. Ivan sentencia ela a prisão e então se vê aliviado, proclamando que todos os inimigos internos de Moscou foram derrotados e ele pode se voltar para os inimigos externos.